# Sophia Mathilde van Hannover

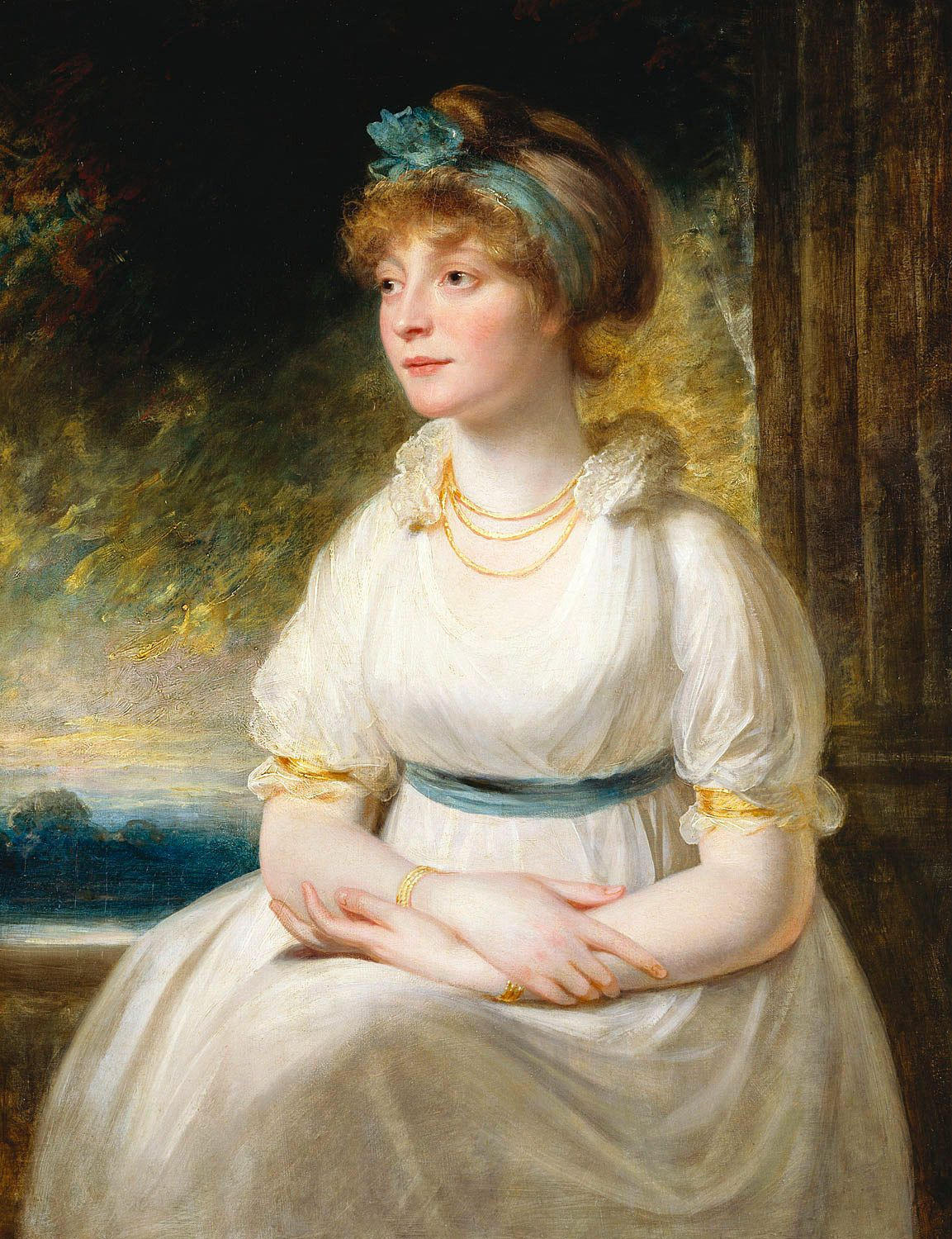
Prinses Sophia Mathilde

Sophia Mathilde van het Verenigd Koninkrijk (Londen, 2 november 1777 — Kensington, 27 mei 1848) was het twaalfde kind en vijfde dochter van George III van het Verenigd Koninkrijk en diens echtgenote Charlotte van Mecklenburg-Strelitz. 
Ze werd geboren op Buckingham Palace. Zoals de meeste van haar zusters, werd ook Sophia verplicht om samen met haar moeder aan het hof te wonen, zonder inmenging van buitenaf. Zij bleef ongehuwd. Sophia overleed te Vicarage Place, Kensington, Londen. Ze werd begraven op de begraafplaats Kensal Green te Londen, in de nabijheid van haar broer August Frederik, hertog van Sussex.

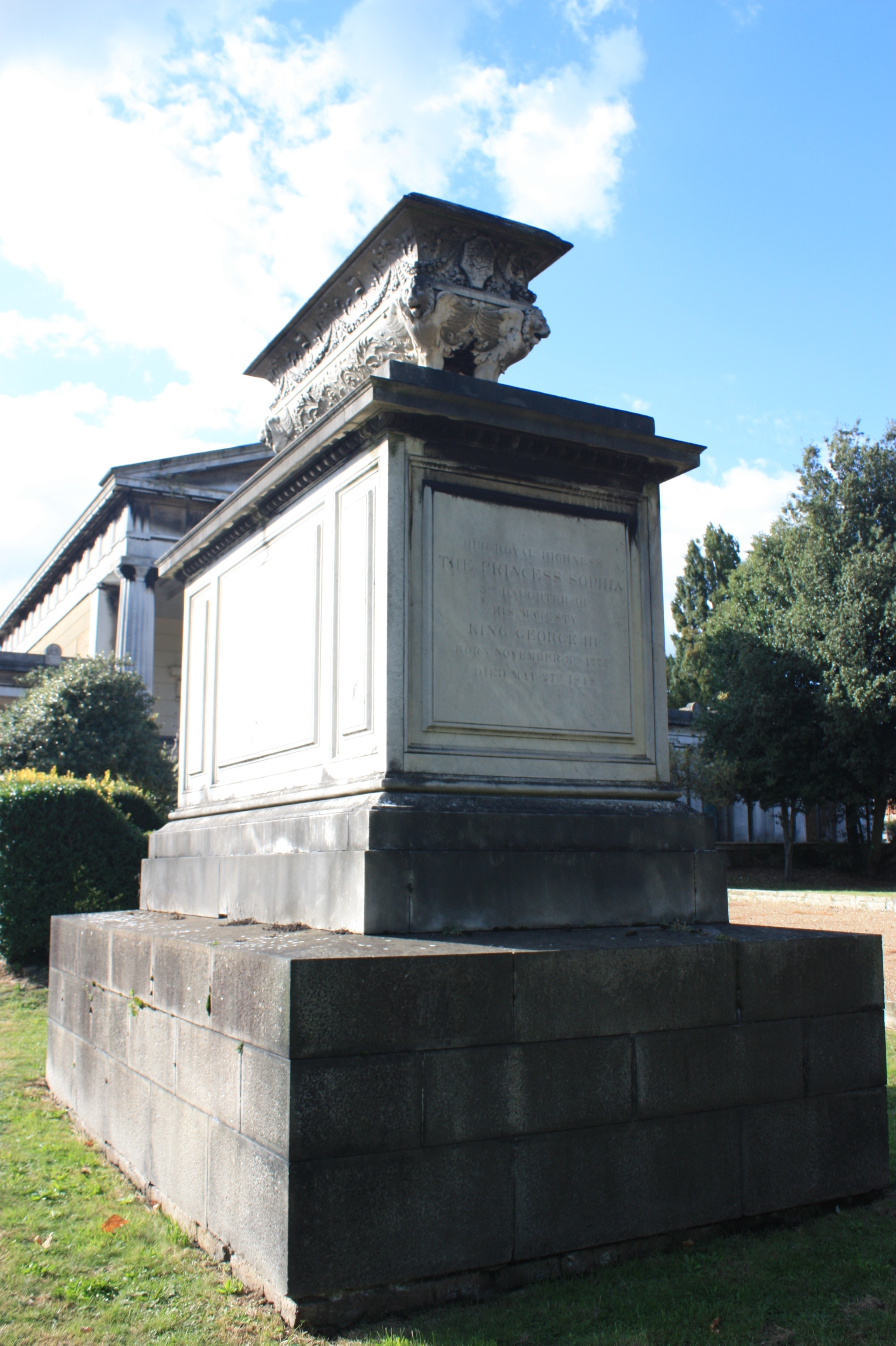
Graftombe van Sophia Mathilde (Kensal Green Cementary)
Wapen van Sophia Mathilde